# ميغيل بيرس
ميغيل بيرس (مواليد 16 يوليو 1984) هو سبّاح برتغالي، مثّل بلاده في الألعاب الأولمبية الصيفية 2004.

## روابط خارجية
ميغيل بيرس على موقع الاتحاد الدولي للسباحة (الإنجليزية)
- ميغيل بيرس على موقع أوليمبيديا (الإنجليزية)